# 橋本栄莉
橋本 栄莉（はしもと えり、1985年 - ）は、日本の文化人類学者。立教大学文学部准教授。学位は、博士（社会学）。専門は文化人類学。

## 略歴
新潟県出身。2008年、東京学芸大学教育学部卒業。2008年より南スーダンでヌエル族のフィールドワークを開始。2010年、一橋大学大学院社会学研究科博士前期課程修了。2010年から2011年までジュバ大学平和開発研究センター 所属研究員。2013年12月、ジュバ虐殺、クーデター未遂事件を受けて滞在中の南スーダンを緊急脱出。2015年、一橋大学大学院社会学研究科博士後期課程修了。論文「エ・クウォス : 南スーダン、ヌエル社会における予言的出来事と拡張する想像力の民族誌」で博士（社会学）。2015年からウガンダの難民居住区を中心にフィールドワーク。2017年から高千穂大学人間科学部助教。2018年、同准教授。2019年、立教大学文学部史学科超域文化学専修准教授。
2024年現在、ヌエル族コミュニティでのフィールドワーク経験は、南スーダンで総計19カ月（村落部・都市部、2008年から2013年）、ウガンダで総計7カ月間（首都カンパラおよび難民定住区、2015年から2018年）。
2025年、『日本学術振興会賞』を受賞し、当年度として私立大学から唯一の受賞者となった。

## 受賞
- 2017年 - 若手難民研究者奨励賞[1]
- 2017年 - 日本文化人類学会奨励賞[1]
- 2019年 - 澁澤賞[3]
- 2019年 - 発展途上国研究奨励賞[3]
- 2019年 - 日本アフリカ学会研究奨励賞[3]
- 2019年 - 高島賞[3]
- 2019年 - 国際宗教研究所賞[3]
- 2020年 - 日本質的心理学会賞[9]

## 著書

### 単著
- 『エ・クウォス : 南スーダン・ヌエル社会における予言と受難の民族誌』九州大学出版会、2018年3月。ISBN 978-4-7985-0222-9。
- 『タマリンドの木に集う難民たち : 南スーダン紛争後社会の民族誌』九州大学出版会、2024年4月。ISBN 978-4-7985-0373-8。

### 共編著・訳書
- 『アフリカで学ぶ文化人類学 : 民族誌がひらく世界』（松本尚之、佐川徹、石田慎一郎、大石高典との共著）、昭和堂、2019年11月。ISBN 978-4-8122-1906-5。